# 古賓 (伊萬基夫區)
51°6′54″N 30°16′49″E / 51.11500°N 30.28028°E
胡賓（烏克蘭語：Губин）是位於烏克蘭北部的村莊，由基辅州维什霍罗德区的伊萬基夫市鎮負責管轄。該村始建於十八世紀，面積0.64平方公里，海拔高度121米，2001年人口70，人口密度每平方公里117人。